# Nintendo Badge Arcade
Nintendo Badge Arcade es una aplicación freemium desarrollada por Nintendo para Nintendo 3DS que permite a los jugadores personalizar el Menú HOME de la consola con insignias.  El juego se lanzó en Japón en diciembre de 2014,  y en el resto del mundo en noviembre de 2015.  
El juego consistía en jugar juegos arcade parecidos a máquinas de garra (denominadas Cazainsignias dentro del juego) con el objetivo de conseguir insignias, el principal objeto de colección del juego. Las insignias generalmente tenían como tema otras sagas de Nintendo y, una vez recolectadas, podían usarse para aplicarlas en el menú HOME de 3DS. Además de ser decorativas, algunas insignias tenían funciones especiales, como iniciar aplicaciones y también eran compatibles con otros programas.
En junio de 2017, debido a limitaciones en el tamaño de los datos guardados del programa, se anunció que se suspenderían las actualizaciones, aunque el servicio en sí todavía está operativo.  A partir del 23 de marzo de 2023, con el cierre de la Nintendo 3DS eShop, ya no es posible comprar juegos y temas adicionales, ni recibir juegos gratuitos diarios. Sin embargo, todavía es posible recibir jugadas gratuitas de la máquina de prácticas del juego y jugar por una gama muy limitada de insignias que quedan actualmente. El 8 de abril de 2024, el juego se descontinuará por completo debido a la interrupción del juego en línea en 3DS y Wii U.

## Jugabilidad
Nintendo Badge Arcade se desarrolla en una sala de juegos repleta de máquinas conocidas como Cazainsignias, cada una de las cuales contiene insignias basadas en varias franquicias de Nintendo como Super Mario, Animal Crossing, The Legend of Zelda, Splatoon y Pokémon (así como franquicias de terceros como como Yo-Kai Watch y Mega Man ) que se reorganizan periódicamente. La sala de juegos está organizada por un personaje de conejo antropomórfico rosa, que siempre saluda al jugador y, a menudo, presenta eventos promocionales. Los Cazainsignias se ven desde una perspectiva lateral en 2D. Al igual que en las máquinas de garras de la vida real, los jugadores deben mover la garra usando un botón, recoger insignias e intentar dejarlas en un pozo de premios. Pueden lograr esto simplemente recogiéndolas o usando otras técnicas como empujarlas o provocar deslizamientos (lo cual solo funciona si hay una gran pila de insignias). La mayoría de Cazainsignias usan una garra para recoger las insignias, pero algunos usan medios alternativos para obtenerlas. La garra de martillo golpea las insignias hacia la derecha, la garra explosiva dispara las insignias en todas direcciones y la garra de palo (que originalmente no se usó, pero se reveló por primera vez el 28 de abril de 2016 en Japón) usa un brazo extensible para mover las insignias. . Cualquier insignia que obtenga el jugador se puede colocar en el menú HOME de Nintendo 3DS, y ciertas insignias pueden iniciar algunas de las aplicaciones integradas de 3DS.
Los jugadores nuevos comienzan el juego con cinco jugadas gratis, después de lo cual deben comprar jugadas adicionales a través de Nintendo eShop . También se pueden desbloquear temas especiales para el menú HOME y un conjunto de insignias basadas en el Conejo, comprando suficientes jugadas durante ciertos períodos. Una vez al día, los jugadores pueden utilizar la Máquina de Prácticas para practicar la captura de insignias ficticias. Los jugadores obtienen una bonificación gratuita por cada diez insignias ficticias que consigan, además de jugadas adicionales si descubren una insignia de bonificación. Antes de la interrupción de las actualizaciones en 2017, el jugador podía disponer de jugadas adicionales a través de eventos ocasionales. Desde que se suspendieron las actualizaciones, el juego ofrece a los jugadores dos jugadas adicionales como bonificación de inicio de sesión diaria. Estas jugadas adicionales deben usarse cuando se carga el juego. Todas las actividades requieren una conexión constante en línea, ya que las insignias obtenidas se guardan en la nube a través del ID de Nintendo Network de los usuarios.
Sin embargo, la posibilidad de comprar jugadas para las Cazainsignias, comprar temas y recibir el bono de inicio de sesión diario finalizaron el 27 de marzo de 2023 debido al cierre de la Nintendo eShop de Nintendo 3DS. Aunque no se pueden comprar insignias, aún se pueden ganar jugadas gratis jugando a la Máquina de Prácticas y jugando con una selección muy limitada de insignias. El 8 de abril de 2024 el servicio cerrará definitivamente, coincidiendo con el cierre de Nintendo Network .  Las insignias que se obtuvieron a través de las Cazainsignias deben descargarse en la consola 3DS y colocarse en la Caja de insignias antes de esa fecha, ya que no se podrán volver a descargar después de la fecha de cierre. Cuando el servicio se cierre, mostrará un mensaje de error que dejará el software inutilizable. 

## Recepción
Nintendo Badge Arcade ha recibido "críticas mixtas o promedio" según el agregador de reseñas Metacritic . 

## Legado
El Conejo aparece en Super Smash Bros. Ultimate como un trofeo de asistencia  y espíritu.  También se incluyen dos pistas musicales de este juego, siendo el tema del título y el tema del Conejo.
En Wario Ware! Get It Together, hay un microjuego protagonizado por el Cazainsignias. 